# 镇远府
镇远府，元朝时设置的府。

镇远府在贵州省的位置（1820年）

至元年间改镇远沿边溪洞招讨司置，治所在今贵州省镇远县。明朝洪武四年（1371年）降为镇远州。永乐十一年（1413年）复为府。
清朝时的镇远府：衡，繁，难。隶贵东道。总兵驻。领一州（黄平州），两厅（台拱厅、清江厅），三县（镇远县、施秉县、天柱县）。1913年降为县。

## 延伸阅读
[在维基数据编辑]
 《欽定古今圖書集成·方輿彙編·職方典·鎮遠府部》，出自陈梦雷《古今圖書集成》